# نوفه، سوئد
نوفه، سوئد (به سوئدی: Norsjö) یک منطقهٔ مسکونی در سوئد است که در بخش نوفه واقع شده‌است. نوفه ۲٫۴۰ کیلومتر مربع مساحت و ۲٬۰۵۱ نفر جمعیت دارد.